# Wintersong
Wintersong è un album discografico in studio della cantautrice canadese Sarah McLachlan, pubblicato il 17 ottobre 2006 e dedicato al Natale.

## Tracce
1. Happy Xmas (War Is Over) – 3:28 (John Lennon, Yōko Ono)
2. What Child Is This? (Greensleeves) – 3:31 (William Chatterton Dix)
3. River – 4:02 (Joni Mitchell)
4. Wintersong – 3:31 (Sarah McLachlan)
5. I'll Be Home for Christmas – 3:15 (Walter Kent, Kim Gannon)
6. O Little Town of Bethlehem – 3:51 (Phillips Brooks, Lewis Redner)
7. The First Noel / Mary Mary – 5:00 (Traditional)
8. Silent Night – 3:48 (Joseph Mohr, Franz Xaver Gruber)
9. Song for a Winter's Night – 3:48 (Gordon Lightfoot)
10. Have Yourself a Merry Little Christmas – 3:44 (Hugh Martin, Ralph Blane)
11. In the Bleak Mid Winter – 3:46 (Traditional)
12. Christmas Time Is Here (feat. Diana Krall) – 3:59 (Vince Guaraldi, Lee Mendelsen)